# زیردریایی ژیمنوت (کیو۱)
زیردریایی ژیمنوت (کیو۱) (به انگلیسی: French submarine Gymnote (Q1)) یک زیردریایی بود که طول آن ۱۷٫۸ متر (۵۸ فوت) بود. این زیردریایی در سال ۱۸۸۸ ساخته شد.